# Communauté de communes du Canton de Criquetot-l’Esneval
Die Communauté de communes du Canton de Criquetot-l’Esneval ist ein ehemaliger französischer Gemeindeverband mit der Rechtsform einer Communauté de communes im Département Seine-Maritime in der Region Normandie. Sie wurde am 28. Dezember 2001 gegründet und umfasste 21 Gemeinden. Der Verwaltungssitz befand sich im Ort Criquetot-l’Esneval. Sie wurde 2019 mit dem Communauté d’agglomération Havraise und Caux Estuaire zur Communauté urbaine Le Havre Seine Métropole verschmolzen.

## Ehemalige Mitgliedsgemeinden
1. Angerville-l’Orcher
2. Anglesqueville-l’Esneval
3. Beaurepaire
4. Bénouville
5. Bordeaux-Saint-Clair
6. Criquetot-l’Esneval
7. Cuverville
8. Étretat
9. Fongueusemare
10. Gonneville-la-Mallet
11. Hermeville
12. Heuqueville
13. La Poterie-Cap-d’Antifer
14. Le Tilleul
15. Pierrefiques
16. Saint-Jouin-Bruneval
17. Saint-Martin-du-Bec
18. Sainte-Marie-au-Bosc
19. Turretot
20. Vergetot
21. Villainville